# Xenophysa junctimacula
Xenophysa junctimacula là một loài bướm đêm trong họ Noctuidae.